# المؤسسة الأهلية للأدلاء
المؤسسة الأهلية للأدلاء، إحدى المؤسسات العاملة في خدمة الحجاج وتحديدا قاصدي المدينة المنورة، بالمملكة العربية السعودية، تأسست بموجب قرار وزاري صدر في 5 شعبان 1405هـ.